# Kangaroo Court
Kangaroo Court è un brano musicale dei Capital Cities e fa parte dell'album "In a tidal wave of mystery" uscito il 4 giugno 2013. 
Il video è stato pubblicato il 5 settembre 2013 e oltre ad accompagnare il nuovo brano estratto dai due artisti Ryan Merchant e Sebu Simonian riprende il tema della giustizia infondata e perversa. I personaggi sono tutti mascherati. La giustizia qui si presenta come persecutore delle zebre, esseri pregiudicati ed evitati nella società animalesca del video. 
La zebra dopo aver tentato di passare una serata come una qualsiasi altra creatura si ritroverà a fare i conti con la giustizia e a finire nel piatto di un leone.

## Formazione
- Sebu Simonian - Voce, sintetizzatori, sequencer
- Ryan Merchant - Voce, chitarra
- Manny Quintero - Basso
- Channing Holmes - Batteria
- Spencer Ludwig - Tromba